# Róża bez kolców
Róża bez kolców – powieść autorstwa Zofii Urbanowskiej z 1903.
Powieść należy do tendencyjnej literatury pozytywistycznej i pozostaje pod silnym wpływem Stanisława Witkiewicza. Autorka przejęła w niej witkiewiczowski punkt widzenia na góralszczyznę zaprezentowany w Na przełęczy. Dzieło idealizuje górali podhalańskich i jest przejawem ludomanii. W tekście umieszczono liczne hiperbole i patetyczne porównania. Podhalanie to np. lud wybrany, a Tatry są tak piękne z powodu boskiej interwencji. Twarze górali przyrównane zostały do twarzy lordów bądź Rzymian, Tytus Chałubiński stał się Krzysztofem Kolumbem, a Andrzej Chramiec miałby być potomkiem dawnych kapłanów i strażników góralskiego chramu.

## Edycje
Róża bez kolców po raz pierwszy została opublikowana w 1900 na łamach „Wieczorów Rodzinnych”. W numerach 1–51 ukazywały się odcinki części I i II. W 1901 w numerach 6–32 wydrukowano część III. Opisy przyrody, sztuki podhalańskiej, fauny i flory Tatr zostały wzbogacone odpowiednimi ilustracjami. Pierwsze bogato ilustrowane wydanie w formie książki ukazało się w 1903 nakładem Księgarni K. Grendyszyńskiego w Petersburgu. Otrzymało ono podtytuł Opowiadanie osnute na tle przyrody tatrzańskiej. Kolejne, drugie wydanie wydała w 1928 w dwóch tomach Książnica Atlas (Lwów–Warszawa) w serii „Biblioteka Iskier”. Otrzymało ono podtytuł Opowiadanie z niedawnej przeszłości osnute na tle przyrody tatrzańskiej.
Powieść wydano również po II wojnie światowej. Po raz pierwszy w 1958 zrobił to „Czytelnik”, dołączając do książki wstęp z notką o autorce i krótką charakterystykę fabuły. W 1980 książka została wydana po raz kolejny przez „Naszą Księgarnię” w ramach serii Złoty Liść.